# Финляндия на «Евровидении-2015»
Финляндия приняла участие в конкурсе песни Евровидение 2015 в Австрии, представив группу Pertti Kurikan Nimipäivät, избранную посредством национального отборочного конкурса «Uuden Musiikin Kilpailu» (UMK), организованного финской телерадиокомпанией YLE.

## Кандидаты
Отбор кандидатов на участие в отборочном конкурсе проходил с 1 по 8 сентября 2014 года. В конкурсе могут принимать участие певцы и музыкальные коллективы с условием, что хотя бы один вокалист или автор песни имеет гражданство Финляндии или проживает длительное время на территории Финляндии. Продолжительность песни — не более 3 минут (допустимы песни и с большей продолжительностью, но победитель отборочного конкурса обязуется сократить её).
Жюри выбрало 18 участников конкурса, которые официально представили свои песни 13 января 2015 года на пресс-конференции.
7 января стартовал «Конкурс новой музыки» (UMK), участниками которого стали:
| Исполнитель                                          | Песня                           | Композитор(ы)                                                                                   |
| ---------------------------------------------------- | ------------------------------- | ----------------------------------------------------------------------------------------------- |
| Aikuinen                                             | «Kyynelten lahti»               | Arde, Aikuinen                                                                                  |
| Angelo De Nile                                       | «All for Victory»               | Tuomas Heikkinen, Kimmo Blom, Mikko Salovaara, Torsti Spoof                                     |
| Eeverest                                             | «Love It All Away»              | Marcus Tikkanen, Niko Mansikka-Aho                                                              |
| Hans on the Bass                                     | «Loveshine»                     | Klaus Suhonen                                                                                   |
| Heidi Pakarinen                                      | «Bon voyage»                    | Simo Koho, Maria Söder                                                                          |
| Ida Bois                                             | «Kumbaya»                       | Ida Bois                                                                                        |
| Järjestyshäiriö                                      | «Särkyneiden sydänten kulmilla» | Markkanen, Manninen                                                                             |
| Jouni Aslak                                          | «Lions and Lambs»               | Jouni Aslak Raatikainen                                                                         |
| Norlan «El Misionario»                               | «No voy a llorar por ti»        | Oldrich Gonzaléz, Norlan Leygonier Santana                                                      |
| Opera Skaala                                         | «Heart of Light»                | Visa Oscar, Essi Luttinen, Janne Lehmusvuo                                                      |
| Otto Ivar                                            | «Truth or Dare»                 | Otto Iivari                                                                                     |
| Pertti Kurikan Nimipäivät («Именины Пертти Курикка») | «Aina mun pitää»                | Pertti Kurikan Nimipäivät                                                                       |
| Pihka ja Myrsky                                      | «Sydän ei nuku»                 | Lasse Turunen, Laura Madekivi                                                                   |
| Satin Circus                                         | «Crossroads»                    | J.M.A, Patric Sarin, Olli Halonen, Paul Uotila, Axel Kalland, Kristian Westerling, Julia Fabrin |
| Shava                                                | «Ostarilla»                     | Kiureli Sammallahti                                                                             |
| Siru                                                 | «Mustelmat»                     | Ilkka Wirtanen, Kari Haapala, Siru                                                              |
| Solju                                                | «Hold Your Colours»             | Ylva Persson, Linda Persson, Ulla Pirttijärvi-Länsman                                           |
| Vilikasper Kanth                                     | «Äänen kantamattomiin»          | Vilikasper Kanth, Vesa Lappalainen, Jari Kanth                                                  |

В результате победа досталась группе «Pertti Kurikan Nimipäivät» («Именины Пертти Курикка»), все музыканты которой страдают задержками в развитии. Финляндию на конкурсе песни Евровидение 2015 коллектив будет представлять песней «Aina mun pitää» («Всякий раз, когда мне приходится»). По результатам жеребьёвки группа выступила 19 мая 2015 года в первой половине (№ 5) первого полуфинала.
11 мая 2015 года почта Финляндии выпустила почтовую марку, посвящённую «Pertti Kurikan Nimipäivät».